# Тоноян, Рубен Александрович
Рубе́н Алекса́ндрович Тоноя́н (арм. Ռուբեն Տոնոյան, 2 января 1950, село Кумыс Грузинская ССР) — армянский государственный и политический деятель.

## Биография
- 1967—1972 — работал старшим техником в Ереванской междугородней АТС министерства связи Армянской ССР.
- 1970—1976 — Московский институт связи. Инженер телефонной связи.
- 1972—1984 — инженером в тресте «Армсвязьстрой» министерства связи Армянской ССР, прорабом, начальником спецстроймонтажного управления, управляющим трестом.
- 1984—1987 — был директором Ереванского объединения «Автотехобслуживание».
- 1987—1989 — начальник управления коммунально-жилищного отдела Ереванского райсовета 26 комиссаров.
- 1989—1992 — директор объединения «Гюмри».
- 1992—1999 — директор объединения «Ардинпекс» министерства промышленности Армении.
- 1999—2000 — был министром почты и телекоммуникаций Армении.
- В 2000 — занимал пост заместителя министра транспорта и связи Армении.